# リチャード・ブロディ
リチャード・ブロディ（英: Richard Brodie、1959年11月10日 - ）は、マイクロソフトの社員番号77番の元従業員であり、Microsoft Word の作者である。現在はプロのポーカープレイヤー。また、2冊の著書（『ミーム — 心を操るウイルス』、『夢をかなえる一番よい方法』）でも知られている。
『ミーム―心を操るウイルス』(原題はViruses of the Mind:The New Science of the Meme)では、ミーム学というミームについての科学を扱っている。
2006年のポーカーのワールドシリーズで、彼は Microsoft Word で綴りを間違えている単語に赤い下線で印をつけるようにした（スペルチェック）機能は、彼のアイデアだったと述べた。ワールドポーカーツアーでの成績は自身のブログで見ることができる。2006年現在、彼の生涯獲得賞金は18万ドルを越えている。
ブロディはFull Tilt Pokerというオンラインゲームサイトのメンバーで、"Quiet Lion" というハンドル名でプレイしている。また、2007年にはNBCのゲーム番組 "Identity" にも出演した。
2007年5月10日、ブロディはネバダ州、カリフォルニア州、アリゾナ州の全てのハラーズ（カジノホテルチェーン）から出入り禁止となった。ポーカーのワールドシリーズにも参加を許されていなかったが、2007年6月8日の本人のブログによると、ハラーズの出入り禁止は間違いだったとのことで、ハラーズの監視も和らいだとのことである。